# Iwona Tybinkowska
Iwona Tybinkowska (ur. 15 maja 1975) – polska wioślarka, wicemistrzyni świata (2000).

## Kariera sportowa
Była zawodniczką KKW-ZNTK Bydgoszcz, następnie RTW Bydgostii.
W 1993 zajęła 13. miejsce (1 m. w finale C) na mistrzostwach świata juniorów w dwójce podwójnej. Startowała na mistrzostwach świata seniorek w 1995 (17 m. (5 m. w finale C) w dwójce podwójnej), 1997 (8 m. (2 m. w finale B) w czwórce podwójnej), 1998 (5 m. w czwórce podwójnej) 1999 (12 m. (6 m. w finale B) w czwórce podwójnej), a swój największy sukces odniosła w 2000, zdobywając wicemistrzostwo świata w czwórce bez sternika (z Honoratą Motylewską, Iwoną Zygmunt i Anetą Bełką, Następnie startowała jeszcze na mistrzostwach świata w 2001 (8 m. (2 m. w finale B) w czwórce podwójnej).